# Peugeot 404

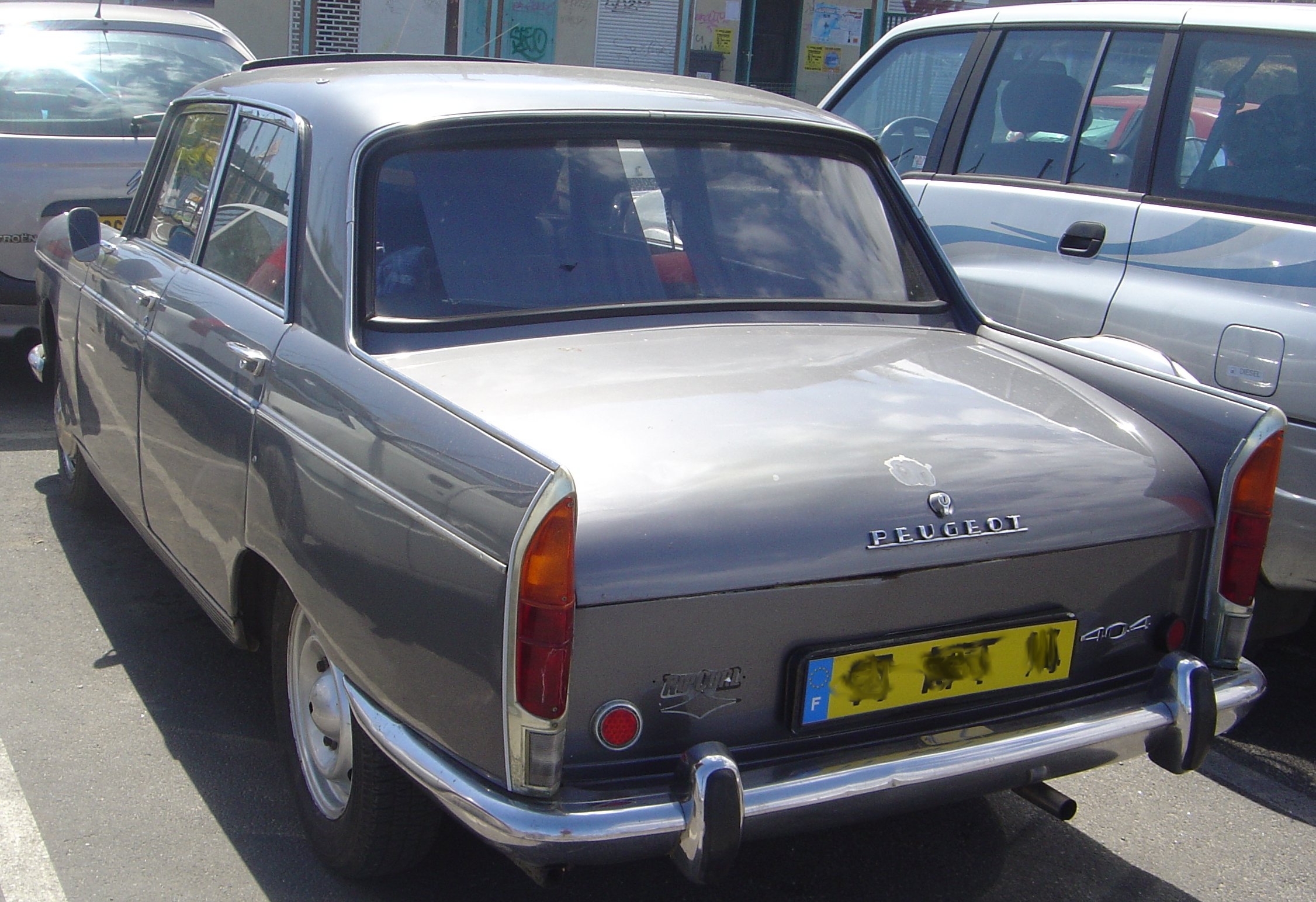
Peugeot 404 med de karaktäristiska fenorna.

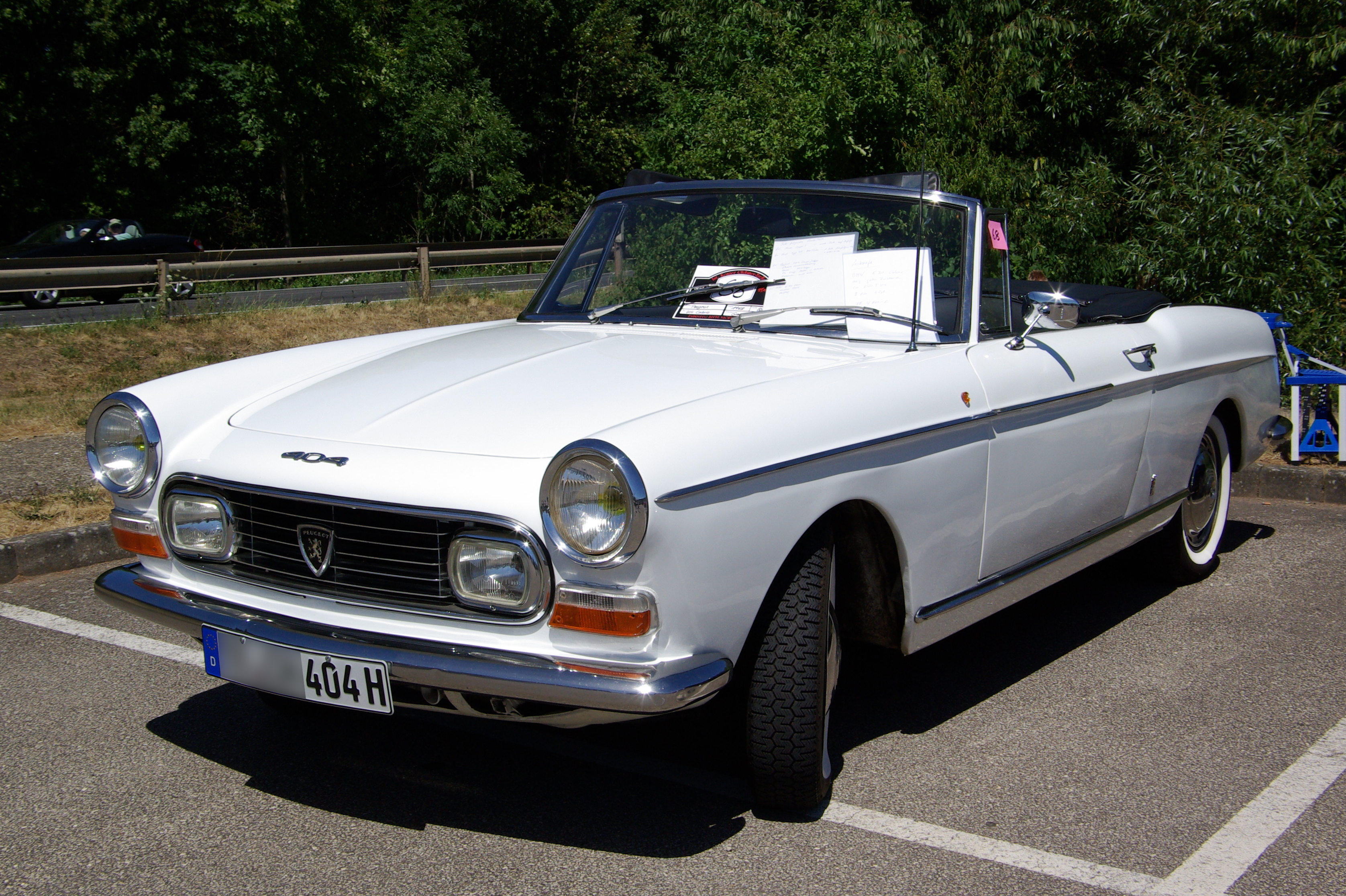
Cabriolet.

Peugeot 404 är en mellanklassbil tillverkad av Peugeot 1960–1975 (–1988 på vissa marknader). Den ersatte Peugeot 403 1966. Modellen hade en karaktäristisk design med fenor och var mycket slitstark, vilket gör att det än idag finns fullt funktionsdugliga exemplar kvar. Karossutbudet bestod av en 4-dörrars sedan, en 5-dörrars herrgårdsvagn i 5- respektive 7-sitsigt utförande, en 2-dörrars coupé, en 2-dörrars pickup och en cabriolet.
Designen stod, liksom hos föregångaren, Pininfarina för. Motorutbudet var två 1,6-liters bensinare, en med förgasare och en med kügelfisher mekanisk bränsleinsprutning och en 1,9-liters dieselmotor. Växellådsutbudet var en 4-växlad manuell växellåda och en 3-stegad ZF AG-automat. Produktionen upphörde 1975 i Frankrike men fortsatte fram till 1988 hos andra marknader utanför Europa. Totalt tillverkades det 2 885 374 exemplar mellan 1960 och 1988. Uppföljaren i Europa blev Peugeot 504.
Specifikationer
- Mått och vikt
  - Längd: 4450 mm
  - Bredd: 1625 mm
  - Höjd: 1450 mm
  - Axelavstånd: 2650 mm
  - Vänddiameter: 10,9 m
  - Tjänstevikt: 1100 kg
  - Totalvikt: 1580 kg
  - Bränsletank: 55 liter
- Prestanda
  - Toppfart: 148 km/h
  - Acceleration 0–100km/h: 18 s
- Motor
  - Typ: 4-cyl
  - Volym: 1618 cm³
  - Effekt: 68 hk vid 5400 v/m
  - Vridmoment: 12,0 mgk vid 2500 v/m

- Wikimedia Commons har media som rör Peugeot 404.